# Frank Dickmann
Frank Dickmann (* 4. Januar 1961) ist ein deutscher Geograph und Kartograph.

## Leben
Dickmann studierte an der RWTH Aachen Geographie, Wirtschaftsgeographie und Geschichte. Anschließend war er als Wissenschaftlicher Mitarbeiter an der Albertus-Magnus-Universität in Köln tätig. 1994 wurde er an der RWTH Aachen promoviert. Daran schloss sich die weitere wissenschaftliche Tätigkeit an der RWTH Aachen an, bevor er im Jahr 2000 Hochschuldozent am Institut für Kartographie der Technischen Universität Dresden wurde. 2001 ging Dickmann als Akademischer Rat an das Geographische Institut der Georg-August-Universität in Göttingen. Dort habilitierte er sich 2003. Zwischen 2005 und 2007 vertrat er Professuren an der Universität Erlangen-Nürnberg und an der RWTH Aachen. 2007 wurde er Professor für Kartographie an der Ruhr-Universität Bochum.

## Veröffentlichungen (Auswahl)
- Anspruch und Wirklichkeit von Ortsumsiedlungen im Rheinischen Braunkohlenrevier: Untersuchung zur Bedeutung von Umsiedlungsstandorten in der kommunalen Siedlungsentwicklung und -planung. Geographisches Inst. der RWTH Aachen, Aachen 1995 (Aachener geographische Arbeiten; 29) (Zugl.: Aachen, Techn. Hochsch., Diss., 1994).
- Umsiedlungsatlas des rheinischen Braunkohlenreviers: Siedlungsform, Wohnen, Infrastruktur; Umsiedlungsmaßnahmen als Faktor kommunalen Strukturwandels. Habelt, Bonn 1996 (Veröffentlichung des Landschaftsverbandes Rheinland, Amt für Rheinische Landeskunde Bonn), ISBN 3-7927-1545-7.
- zusammen mit Klaus Zehner: Computerkartographie und GIS. Westermann, Braunschweig 1999, ISBN 3-14-160338-3.
- Einsatzmöglichkeiten neuer Informationstechnologien für die Aufbereitung und Vermittlung geographischer Informationen. Goltze, Göttingen 2004 (Göttinger geographische Abhandlungen; 112), ISBN 3-88452-112-8.
- zusammen mit Martin Chan: "Virtuelle Exkursionen" im Internet: die Nutzung frei zugänglicher Software für die Visualisierung räumlicher Informationen auf interaktiven Webseiten. Ruhr-Univ., Geographisches Inst., Bochum 2010 (Materialien zur Raumordnung; 73), ISBN 978-3-925143-45-8.
- zusammen mit Chris Kollecker: Interaktive Kartographie: eine praxisorientierte Einführung in die Methoden des digitalen Kartendesigns, Bochumer Univ.-Verl., Bochum 2013 (Materialien zur Raumordnung; 76), ISBN 978-3-89966-369-3.
- Kartographie. Westermann, Braunschweig [2018], ISBN 978-3-14-160355-2.